# Рос Линч
Рос Шор Линч (на английски: Ross Shor Lynch) е американски актьор, певец, инструменталист и танцьор. Той е най-известен с ролята си на Austin Moon в телевизионния сериал на Disney Channel „Austin & Ally“, и изпълнява в група наречена R5 със своите три възрастни братя и сестри и техния приятел Ellington Ратлиф. Най-големият му брат Райкър има малка поддържаща роля в поредицата на Фокс Клуб „Веселие“.

## История
Линч е роден на 29 декември 1995 г. в Литълтън, Колорадо. Той е вторият най-малък от петте братя и сестри (сестра Райдел и братята Райкър, Роки и Райлънд). Той се възпитава у дома, започвайки в четвърти клас, когато се научава да пее и да свири на китара и пиано. Линч е втори братовчед на художниците Дерек Хуу и Джулиан Хъд, а техните майка баби са сестри. Линч и семейството му се преместват в Лос Анджелис през 2007 година

## Кариера

### Самостоятелна кариера
Линч свири на пиано, барабани и бас; Той е специалист по китара. Той е танцувал за групата „Rage Boyz Crew“, основана от танцова компания в Южна Калифорния.
Неговият дебютен сингъл, „A Billion Hits“, бе пуснат на 2 април 2012 г. На 13 юли 2012 г. Lynch пусна втория си саундтрак сингъл „Heard It on the Radio“, който достигна номер 196 в UK Singles Chart. Линч е записал множество песни за Austin & Ally. Той пее всичките 14 песни за саундтрака на телевизионното предаване, който бе пуснат на 12 септември 2012 г. Тези песни включват „Не мога да го направя без теб“ (тематичната песен за сериала), „A Billion Hits“, „Heard It On Radio“ и две песни с групата му R5. Албумът достигна своя връх на двайсет и седем на Билборд 200, един в Top Soundtracks на Billboard и един в албумите на Billboard's Kid Albums.
Линч също пее повечето от песните от Austin & Ally: Turn It Up, втория саундтрак на шоуто. Той записва песни за филма си Teen Beach Movie, който е четвъртият най-продаван саундтрак на 2013 г. в САЩ с 407 000 копия, продадени за годината. Той също така пее две песни на „Остин и съюзник“: „Take It From The ЕП“. През 2015 г. Линч записва песни за филма си Teen Beach 2, който дебютира на номер 10 на Billboard Top 200.
През 2016 г. Линч допринася вокали на песента на Tritonal „I Feel the Love“ от предстоящия им албум „Painting With Dreams“.

### Кариера с R5
През март 2010 г. R5 сам пускат EП, Ready Set Rock, а през септември 2010 г. подписват с Hollywood Records. Вторият им ЕП, Loud, е пуснат на 19 февруари 2013 г., в който се появи водещият сингъл и заглавие „Loud“. Първият пълен албум на групата, Louder, е пуснат на 24 септември 2013 г., а албумът включва четирите песни от Loud, както и седем нови песни. Вторият сингъл от албума „Pass Me By“, премиерата на радио „Дисни“ на 16 август 2013 г. Музикалното видео е премиерата на 29 август на „Дисни канал“ и е достъпна за публично гледане на канала на групата „Вево“. Третият сингъл „(Не мога) забравя за теб“, излиза на 25 декември 2013 г. и достига номер 47 на Билборд дигитални поп песни и четвъртия сингъл „One Last Dance“ на 29 май 2014 г. Третата разширена пиеса „Heart Made On You“, беше пусната на 22 юли 2014 г., а самостоятелно озаглавеният сингъл бе пуснат на 1 август 2014 г.
R5, извършваща търговия, през 2013 г.
На 16 ноември 2014 г. групата пуска първия сингъл от втория албум „Smile“. „Нека не бъдем сами тази вечер“, вторият сингъл, беше пуснат на 13 февруари 2015 г. „All Night“ бе пусната като трети сингъл на 2 юни 2015 г., заедно с предварителната поръчка на iTunes на албума. Групата издава втория си пълен албум на 10 юли 2015, озаглавен Sometime Last Night и дебютира на номер 6 на Billboard 200, номер 1 на Billboard Top Pop албуми, номер 3 на Billboard Top Digital Albums и номер 4 на Billboard Най-продавани албуми.

### Телевизия
Линч се е появил на телевизионните предавания So You Think You Can Dance и Moise Rules! И в късометражния грайфер за 2010 г. Той е в Kidz Bop, който се появява във видеоклип за Kidz Bop през 2009 г. Той също е в музикалното видео на „Кимфоник“ за „Лил“ „Мис Суагър“.
В началото на 2011 г. Линч бе хвърлен в пилотския сериал на Дисни Channel Austin & Ally, играейки водеща мъжка роля на Austin Moon, тийнейджърска певица, която се превръща в усещане за една нощ, след като музикален видеоклип с представление от него е качен в Интернет, По-късно създава партньорство с Али, играна от Лора Марано. По-късно пилотът бе качен за пълен сезон; Шоу дебютира през декември 2011 г. и бе подновен за втори сезон през март 2012 г. След четири сезона сериите приключиха на 10 януари 2016 г. Линч гостува в ролята на „Остин и Али“ в кросоувър с Джеси (телевизионна серия), а също и гост-звезда в ролята си на съпруга Лаура Марано на „Girl Meets World“, където отново изпълнява ролята си на Остин Мун.
В началото на 2012 г. Линч започва да работи върху филма на Disney Channel Original Movie Teen Beach, играейки ролята на Брейди. Филмът е режисиран от Джефри Хорнадей и премиерата на 19 юли 2013 г., печелейки около 8,4 милиона зрители. Линч участва и в продължението „Teen Beach 2“, който премиеше на Disney Channel на 26 юни 2015 г., спечелвайки 7,5 милиона зрители.